# Hey Arnold!: The Jungle Movie
Hey Arnold!: The Jungle Movie (Hey Arnold!: O Filme da Selva (título em Portugal) ou Ei Arnold! Na Selva - O Filme (título no Brasil)) é um telefilme de animação estadunidense baseado na série de televisão animada Hey Arnold! criada por Craig Bartlett exibida originalmente entre os anos de 1996 até 2004 no canal a cabo Nickelodeon. É a sequência de Hey Arnold!: The Movie de 2002 e uma continuação do episódio The Journal ("O Diário") da série original que foi ao ar em 2004.
Considerado tanto como uma espécie de desfecho definitivo da série ou até mesmo como o início de um provável retorno da mesma, a produção respondeu a várias questões deixadas em aberto após a exibição de The Journal, mostrando o paradeiro dos pais desaparecidos de Arnold. The Jungle Movie estreou na Nick dos Estados Unidos em 24 de novembro de 2017, sendo exibido simultaneamente também pelos canais Nicktoons e TeenNick. Teve sua primeira exibição em 23 de fevereiro de 2018 em Portugal, enquanto que no Brasil estreou no dia 26 de abril de 2018.
No dia 9 de março de 2018, o filme teve um lançamento limitado em algumas salas de cinemas dos Estados Unidos.

## Enredo
Após terminarem o quinto ano na escola, Arnold Shortman (na dublagem brasileira, Arnold "Baixinho") e seu melhor amigo Gerald planejam fazer um vídeo humanitário durante as férias de verão para ganharem uma viagem a San Lorenzo onde os pais de Arnold foram vistos pela última vez. Eles tentam gravar uma boa ação de Arnold ajudando na construção de uma casa flutuante feita de lixo para um de seus amigos, o mendigo conhecido como Homem-Macaco, mas a ideia dá errado quando a casa acaba sendo destruída por outros sem-tetos que foram buscar "seus objetos" utilizados na construção da mesma, acabando com todas as esperanças de Arnold de encontrar seus pais.
Helga Pataki, que secretamente nutre uma paixão por Arnold, decide usar várias cenas gravadas por ela própria ao longo dos anos de Arnold realizando boas ações para vários moradores do bairro, visando que o garoto lhe corresponda seus sentimentos como gratidão. Com os vídeos sendo editados por Gerald, os moradores do bairro fazem uma surpresa para Arnold e lhe mostram o vídeo, emocionando o menino. O professor Simmons revela a todos que o vídeo de Arnold venceu a competição e ele, juntamente com seus colegas do colégio PS 118 ganham o direito de voarem para San Lorenzo.
No avião, o porco de estimação de Arnold, Abner, acaba se escondendo em sua mochila; quando todos chegam a San Lorenzo, o grupo é recebido pelo velho amigo dos pais de Arnold, Eduardo. A bordo de um navio, Eduardo avisa confidencialmente a Arnold sobre os perigos que a selva tem a oferecer e lhe dá um colar para levá-los aos moradores da cidade perdida de San Lorenzo, o "Povo dos Olhos Verdes". Mais tarde naquela noite, Helga tenta confessar para Arnold os seus sentimentos, no entanto é interrompida por uma aparição abrupta de um "navio pirata"; o navio do grupo é atacado e destruído após descer corredeira abaixo por uma cachoeira. Após se salvarem, o bando descobre o segredo de que Arnold estava colocando todos do navio sob risco para encontrar os seus pais; Gerald e o restante do grupo começam a evitá-lo.
Quando todo o grupo entra em um acampamento base no meio de uma floresta densa, Eduardo se revela como um mercenário chamado La Sombra que havia se disfarçado de Eduardo para enganar Arnold e seus amigos. Ele diz a todos que o concurso da escola para ganhar a viagem para San Lorenzo foi um truque orquestrado por ele próprio para atrair Arnold para que ele pudesse tentar encontrar seus pais e, também, para encontrar o Coração dos Olhos Verdes, um tesouro de muito valor que, segundo a história, uma "criança do vulcão", no caso Arnold, iria ser responsável por localizar o objeto. Os capangas do vilão aprisionam todos do grupo enquanto La Sombra planeja usar Arnold para encontrar a aldeia perdida dos Olhos Verdes e seu famigerado tesouro. Helga e Gerald conseguem escapar e libertam Arnold, que por sua vez passa a usar o antigo diário de seu pai para encontrar a aldeia, os três fogem mata adentro atrás do local; sem o conhecimento deles, La Sombra havia instalado um rastreador no colar de olhos verdes que o vilão havia dado a Arnold enquanto ainda se passava por Eduardo.
Arnold, Gerald e Helga conseguem escapar de algumas armadilhas quando chegam próximos da cidade perdida; La Sombra, que está perseguindo as crianças usando um dispositivo de rastreamento também se livra das armadilhas, sacrificando seus capangas e continuando a busca sozinho. O vilão acompanha sorrateiramente os meninos e, assim como eles, encontra a aldeia perdida dos Olhos Verdes povoada de crianças, uma vez que seus pais foram contaminados com a "doença do sono" e estão dormindo a vários anos.
Enquanto isso, o porquinho Abner consegue voltar para a pensão dos avós de Arnold, Phil e Gertie, que vêem isso como um sinal de que Arnold está em apuros. Os dois se encontram com os pais de Helga, Big Bob e Miriam no aeroporto. Os Patakis haviam recebido uma mensagem de S.O.S improvisada de Phoebe, a melhor amiga de Helga. O grupo voa com um avião alugado para San Lorenzo, onde eles logo encontram as crianças e as ajudam a derrotar a gangue de La Sombra.
Na aldeia do povo dos Olhos Verdes, os pequenos moradores do local começam a "venerar" Arnold por ele ser a "criança do vulcão". O grupo encontra uma estátua que contém a cura da "doença do sono" da cidade que contaminou os adultos e fazendo os adormecer por nove anos. As crianças são eventualmente encurraladas por La Sombra, que toma Arnold como refém e rouba a estátua. Enquanto Gerald e Helga correm atrás deles, La Sombra força Arnold a abrir a estátua e ele usa o colar dos Olhos Verdes para abri-lo. Ele consegue, mas quando La Sombra tenta tirar o tesouro de dentro, a estátua atira na testa dele com um dardo envenenado, fazendo com que o vilão caia do penhasco ao lado.
Depois, um homem misterioso chega e revela ser o verdadeiro Eduardo, contando às crianças que o vilão o havia sequestrado e se passado por ele para enganá-los, conseguindo escapar logo depois. La Sombra sobe de volta o penhasco e entra em uma breve briga com Eduardo, resultando com o tesouro caindo no abismo; ao tentar resgatar o precioso objeto, La Sombra sucumbe ao veneno do dardo e cai de novo no precipício, desta vez para a morte. O grupo volta para a aldeia e Arnold finalmente vê seus pais, Miles e Stella, que estão vivos, mas assim como os outros adultos, foram contaminados com a doença do sono. Sem o tesouro para liberar a cura para a população infectada, Helga usa seu medalhão em formato de coração com a foto de Arnold como um substituto. Após isso, o templo libera a cura e os adultos infectados finalmente acordam curados e se encontram com seus filhos da aldeia, incluindo Arnold que finalmente se reúne com seus pais emocionado. Após uma cerimônia de agradecimento da aldeia, Arnold agradece a Helga por sua lealdade e finalmente percebe a profundidade de seus sentimentos que ela nutre por ele, dando um beijo nela enquanto são observados por Gerald, Miles e Stella.
Alguns meses depois, Arnold acorda em seu quarto e desce as escadas para encontrar as coisas aparentemente de volta ao que era antes da viagem, só que desta vez seus pais estão preparando o café da manhã para o seu alívio. Arnold se despede de seus pais enquanto parte para o primeiro dia do sexto ano com Gerald, Phoebe e Helga. Gerald e Phoebe se dão as mãos e caminham juntos para a escola, implicando que agora eles são namorados. Também está implícito que Arnold e Helga estão juntos, embora Helga continue demonstrando um comportamento hostil em público para com Arnold. Os pais de Arnold seguem atrás das crianças até a escola e Arnold diz a sua mãe e seu pai que eles devem voltar as 3:30 para buscá-lo. Arnold então entra para a escola enquanto seus pais o observam adentrando o colégio até as portas do local se fecharem.

## Elenco de dublagem

### Original
O elenco de dublagem para o filme foi composto de 19 de atores da série original, e 11 novos membros do elenco para substituir aqueles atores que se aposentaram, cresceram, ou morreram:
- Mason Vale Cotton... Arnold Shortman
- Benjamin Flores Jr.... Gerald Johanssen
- Francesca Marie Smith... Helga Pataki
- Dan Castellaneta... Phil Shortman
- Tress MacNeille... Gertie Shortman
- Anndi McAfee... Phoebe
- Justin Shenkarow... Harold
- Olivia Hack... Rhonda
- Gavin Lewis... Eugene
- Aiden Lewandowski... Sid
- Jet Jurgensmeyer... Stinky
- Laya Hayes... Nadine
- Nicolas Cantu... Curly
- Dan Butler... Sr. Simmons
- Maurice LaMarche... Big Bob Pataki
- Kath Soucie... Miriam Pataki
- Nika Futterman... Olga
- Craig Bartlett... Miles/Brainy/Abner/Homem-Macaco
- Antoinette Stella... Stella
- Carlos Alazraqui... Eduardo
- Dom Irrera... Ernie
- Wally Wingert... Oskar/Sr. Hyunh[7]
- Rick Corso... Dino Spumoni
- Danielle Judovits... Big Patty
- Jim Belushi... Treinador Wittenberg
- Lane Toran... Che[8]
- Jamil Walker Smith – Paulo[9]
- Hope Levy... Princesa da Aldeia dos Olhos Verdes
- Alfred Molina... La Sombra

### Versão brasileira
Na dublagem brasileira, a maioria dos dubladores originais da série retornaram em seus mesmos personagens. O filme foi dublado nos estúdios da Unidub:
- Fábio Lucindo... Arnold Shortman "Baixinho"
- Jussara Marques... Helga Pataki
- Úrsula Bezerra... Gerald Johanssen
- Marcelo Pissardini... La Sombra
- Carlos Falat... Eugene Horowitz
- Fátima Noya... Curly
- Fernanda Bullara... Phoebe Heyerdahl
- Gileno Santoro... Vovô Phil Shortman "Baixinho"
- Isaura Gomes... Vovó Gertie Shortman "Baixinho"
- Marcia Regina... Olga Pataki
- Marisol Ribeiro... Rhonda
- Tatá Guarnieri... Professor Simmons
- Yuri Chesman... Harold Berman
- Rodrigo Andreatto... Sid
- Angélica Santos... Stinky Peterson
- Letícia Quinto... Nadine
- Guilherme Lopes... Big Bob Pataki
- Tânia Gaidarji... Miriam Pataki
- Affonso Amajones... Miles Shortman "Baixinho"
- Cecília Lemes... Stella Shortman "Baixinho"
- César Marchetti... Eduardo/Homem-Macaco
- Mauro Ramos... Treinador Wittenberg/Ernie Potts
- Ivo Robert... Sr. Hyunh
- Ronaldo Artnic... Locutor tradutor

## Produção

### Desenvolvimento
Em 1998, quando a Nickelodeon renovou Hey Arnold! para uma quarta temporada, o canal ofereceu ao criador da série, Craig Bartlett, uma oportunidade para o desenvolvimento de dois longa-metragens baseados na animação. Uma das produções seria um telefilme enquanto que a outra seria lançada diretamente em vídeo e seria chamada Arnold Saves the Neighborhood. A Nickelodeon havia pedido a Bartlett para criar "a melhor ideia que ele poderia inventar" para um filme sobre os seus personagens. Depois de analisar a série, Bartlett decidiu que um dos filmes serviria como uma sequência espiritual do episódio Parents Day ("Dia dos Pais") da quinta temporada da série, onde Arnold tentaria descobrir o paradeiro de seus pais, Miles e Stella. O roteiro dessa história ganhou o título Hey Arnold! The Jungle Movie.
Em 2001, os executivos da Nickelodeon entraram em um acordo com a Paramount Pictures para que um dos roteiros que Craig estava produzindo fosse lançados nos cinemas; os produtores escolheram Arnold Saves the Neighborhood para adaptação cinematográfica, tendo seu título mudado para Hey Arnold!: The Movie posteriormente. Durante este tempo, a Nickelodeon também pediu a Craig para produzir um episódio especial com uma hora de duração chamado de The Journal ("O Diário"), que iria servir como uma introdução para The Jungle Movie. O episódio foi lançado na última temporada da série, indo ao ar na Nickelondeon americana originalmente no dia 11 de novembro de 2002.
No entanto, Hey Arnold!: The Movie não foi bem nas bilheterias dos cinemas, arrecadando apenas US$15,2 milhões em todo o mundo (mesmo com a receita do filme cobrindo os custos de produção que cercaram US$ 4 milhões), levando ao cancelamento do projeto The Jungle Movie e deixando o suspense do episódio The Journal da série em aberto. Apesar disso, a Nickelodeon ainda queria produzir The Jungle Movie e ofereceu para Bartlett um contrato de exclusividade, mas o animador, durante este período, estava trabalhando em um projeto para a emissora concorrente Cartoon Network e recusou a oferta, saindo posteriormente da Nick.
Em setembro de 2015, a Nickelodeon anunciou oficialmente para a revista Entertainment Weekly que o canal estava considerando fazer vários reebots de suas séries antigas onde estava incluso a possibilidade de Hey Arnold! ser uma delas. Dois meses depois, em 23 de novembro de 2015, a Nickelodeon informou que eles estavam trabalhando em um telefilme baseado em Hey Arnold! que iria finalmente responder as muitas perguntas dos fãs da série, incluindo o paradeiro dos pais de Arnold, com Bartlett escrevendo e produzindo o mesmo. Em 1 de março de 2016, foi anunciado que o filme seria lançado em 2017; no dia seguinte, Bartlett confirmou oficialmente que o projeto The Jungle Movie havia recomeçado e que ele seria lançado como um telefilme.

### Roteiro
De acordo com Bartlett, a história de The Jungle Movie foi originalmente escrita e produzida entre 1998 e 2001, por Steve Viksten, Jonathan Greenberg, além dele mesmo. Existem rumores de que o script final estava em sua sexta ou sétima revisão quando foi cancelado. Muitos storyboards foram também elaborados por Raymie Muzquiz; vários desenhos da primeira tentativa de lançar o filme no começo do milênio foram reaproveitados e outros novos produzidos.
Nos anos seguintes, Bartlett confirmou muitos pontos do enredo do filme cancelado, como o mapa da selva de San Lorenzo que Arnold encontrou em The Journal. Ele também revelou que o inimigo La Sombra estava procurando pelo Corazón dos Olhos Verdes, uma joia fabulosa e sagrada, relíquia do povo dos Olhos Verdes, tribo que os pais de Arnold ajudaram no passado. O relacionamento de Helga com Arnold também iria ter um desfecho (mesmo depois de Helga ter beijado Arnold em Hey Arnold!: The Movie). Em 2004, constava no roteiro que Arnold iria morar com Miles e Stella em San Lorenzo, mas posteriormente essa ideia foi alterada no roteiro final e ele voltou com seus pais para Hillwood para morar com os seus avós.
Em junho de 2016, Bartlett, afirmou que o telefilme foi escrito com a ajuda de crianças prestes a começar o sexto ano, dois anos depois do fim da série original. Em julho de 2016, a revista Variety mostrou várias obras de arte dos personagens principais.

### Escolha do elenco

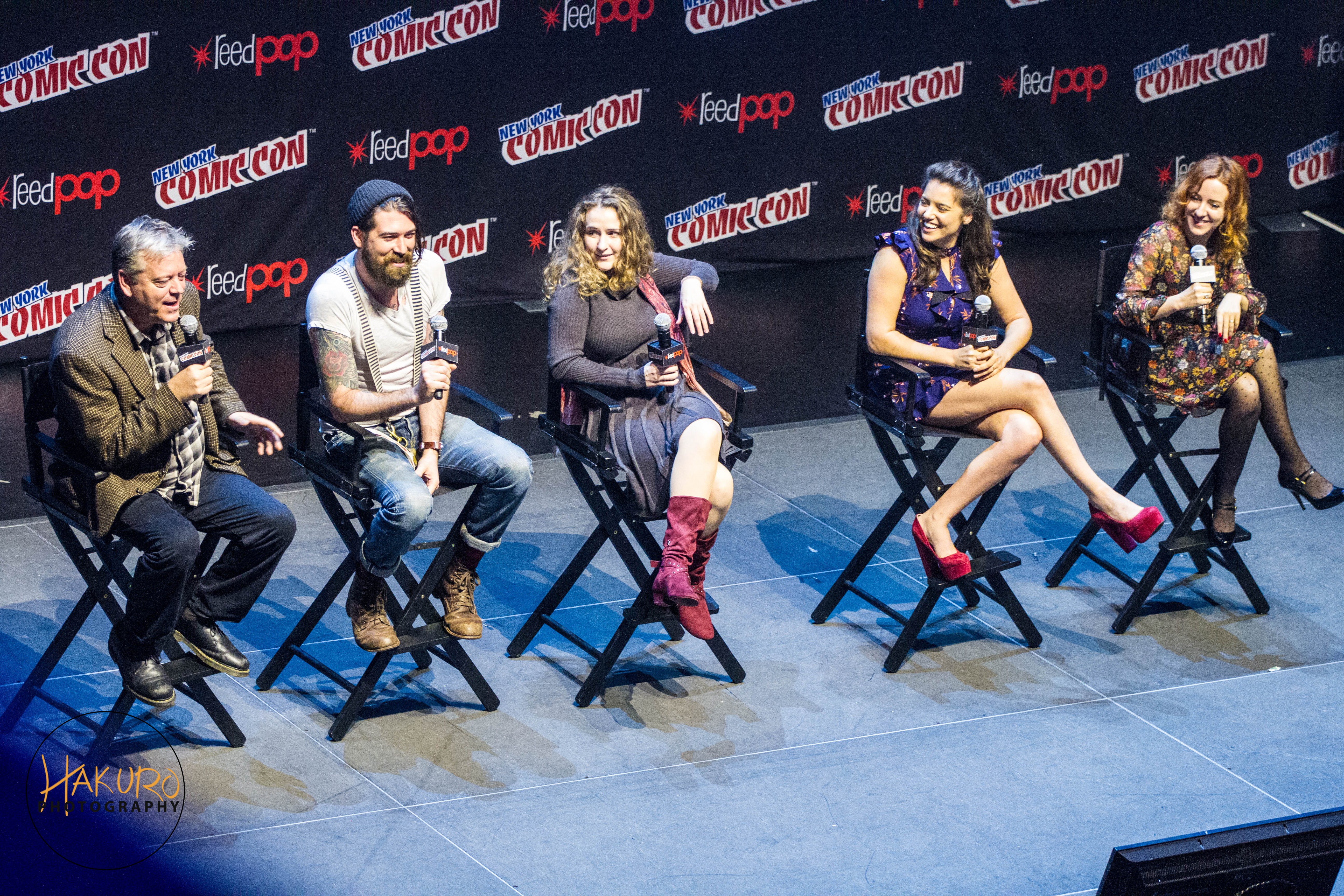
Parte do elenco do filme na New Yor Comic Com 2017, incluindo Craig Bartlett, Toran Cudell, Francesca Marie Smith, Andi McAfee e Olivia Hack.

Em 13 de junho de 2016, foi informado que Francesca Marie Smith, Anndi McAfee, Justin Shenkarow, Olivia Hack, Nika Futterman, Dan Butler, Dan Castellaneta, Tress MacNeille, Antonieta Stella, Carlos Alazraqui, Dom Irrera, Maurice LaMarche, Kath Soucie, Danielle Judovits, Danny Cooksey, Jim Belushi e o criador de Hey Arnold! Craig Bartlett foram designados para refazer seus papéis como Helga, Phoebe, Harold, Rhonda, Olga, a Dr. Simmons, Vovô, Vovó, Stella, Eduardo, Ernie, Bob Pataki, Miriam, Grande Patty, Stoop Kid, Treinador Wittenberg e Miles.
Jamil Smith, a voz original de Gerald na série de TV e no filme de 2002, foi escalado para retornar mas agora para ceder sua voz a outro personagem diferente. Spencer Klein, que dublou Arnold em 2002, foi substituído por Mason Vale Cotton enquanto Benjamim Flores, Jr. cedeu sua voz para Gerald. Para a voz do antagonista La Sombra, o ator Alfred Molina foi escalado. Gavin Lewis, Jet Jurgensmeyer, Aiden Lewandowski e Laya Hayes foram escalados como Eugene, Stinky, Sid e Nadine, respectivamente.

### Marketing
Em 10 de julho de 2017, a Nickelodeon lançou uma "prévia exclusiva" sobre o novo design dos personagens feitos por Bartlett. Onze dias depois, no dia 21 de julho, para coincidir com o painel de Hey Arnold!, na San Diego Comic-Con, uma pequena cena do filme foi divulgada, na qual Arnold é apresentado com um filme especial sobre todo o bem que ele fez para a vizinhança. O trailer oficial do filme foi lançado em 6 de outubro de 2017. Um novo trailer foi postado no canal do YouTube do NickSplat em 7 de novembro de 2017.

## Recepção

### Audiência
A exibição original do filme ocorreu em 24 de novembro de 2017 nos Estados Unidos e foi assistida por 1,63 milhões de telespectadores pela Nickelodeon, com transmissão simultânea nos canais TeenNick e Nicktoons. O filme também foi exibido no bloco Nick at Nite, fazendo com que as avaliações fossem reportadas separadamente para cada hora do filme, já que a Nielsen Media Research (medidora de audiência dos Estados Unidos) considera o Nick at Nite separadamente da Nick, apesar ser apenas um bloco do canal. A média combinada foi de 1,27 milhão de telespectadores, com 1,39 milhão de telespectadores para a Nickelodeon e 1,15 milhão de telespectadores no bloco do Nick at Nite. Nos canais TeenNick e Nicktoons, o filme foi assistido por 0,13 milhão de telespectadores e por 0,23 milhão de telespectadores, respectivamente.

### Crítica
O jornal The A.V. Club classificou o filme com uma nota "A" elogiando-o por preservar o tom morno e o ritmo cuidadoso da série original, sua disposição de deixar seus jovens personagens absorverem momentos dramáticos e contemplarem dentro dos silêncios.
O site IGN.com deu ao filme uma pontuação de 7.5/10, destacando "as pequenas e inesperadas boas ações" que Arnold fez aos seus amigos do bairro como mostrado no vídeo do filme que valeu o prêmio da viagem a San Lorenzo.
Já o Den of Geek deu uma pontuação 3 de 5, dando uma opinião mais mista em relação ao filme, elogiando os momentos de abertura da animação, mas criticando as cenas em San Lorenzo.

## Distribuição internacional e outras mídias
O filme estreou na YTV no Canadá em 5 de janeiro de 2018 e teve uma estreia cinematográfica limitada na Austrália em fevereiro de 2018 exclusivamente para os cinemas da rede Hoyts, antes de finalmente ir ao ar na Nickelodeon Austrália em 2 de março de 2018. Em Portugal, o filme estreou na Nickelodeon local em 23 de fevereiro de 2018; no Brasil, o filme estreou na Nickelodeon em 26 de abril de 2018, assim como nos outros países da América Latina.
O filme foi lançado em DVD na Região 1 em 13 de fevereiro de 2018 pela Paramount Home Entertainment.